# Ocnophila acanthonota
Ocnophila acanthonota är en insektsart som beskrevs av Günther 1930. Ocnophila acanthonota ingår i släktet Ocnophila och familjen Diapheromeridae. Inga underarter finns listade i Catalogue of Life.